# Cristina de Noruega
Cristina de Noruega (en nórdico antiguo: Kristín Hákonardóttir, en noruego: Kristina Håkonsdatter); (Bergen, 1234-Sevilla, 1262) fue una princesa noruega e hija de los reyes Haakon IV de Noruega y Margarita Skulesdatter.
Fue infanta consorte de Castilla por su matrimonio con el infante Felipe de Castilla, hijo del rey Fernando III el Santo, y algunos autores han señalado que «los escasos datos biográficos de la princesa, su origen lejano y su muerte temprana», han propiciado que se convierta en la protagonista de múltiples relatos literarios.

## Biografía
Esta princesa, considerada por algunos una «figura romántica medieval», ha protagonizado, según algunos autores, «más de una novela por su vida y su triste destino». Y, como señaló Emiliano García Esteban, la vida de Cristina está, al igual que la de otras muchas princesas medievales, «tejida de historia y de leyenda», lo que a juicio de este historiador no resulta nada insólito. La leyenda sostuvo en el pasado que la princesa llegó a España después de que Alfonso X el Sabio solicitase al rey de Noruega que le enviase a una hija suya para contraer un nuevo matrimonio con ella, basándose en la infertilidad de su esposa, la reina Violante de Aragón, hija de Jaime I de Aragón.
No obstante, se ha demostrado la falsedad de dicha leyenda, ya que en 1258 la reina Violante ya había dado a luz varios hijos. La realidad es que el soberano de Noruega envió a la princesa Cristina a Castilla en 1257 a fin de que contrajese matrimonio con uno de los hermanos del rey, y de camino a Castilla, la princesa, acompañada por el embajador Loðinn leppur, pasó por Inglaterra, Normandía, Francia y Aragón, donde fue recibida con todos los honores por Jaime I el Conquistador, quien llegó a proponerle matrimonio. Y el historiador Martínez Santamarta afirmó lo siguiente con respecto a esta unión matrimonial entre los reinos de Castilla y Noruega, pues Alfonso X quería:

conseguir apoyo militar, en el caso de que tuviese que defender con las armas sus ambiciones imperiales, y asistencia material, especialmente naves, para su proyecto africano. A los noruegos les interesaba también ese contacto, más que nada por motivos comerciales, pues necesitaban trigo que se producía en abundancia en Castilla.

A su llegada a la corte, que se hallaba en la ciudad de Valladolid en enero de 1258, la princesa Cristina fue presentada a los hermanos del rey y sobre todo a los infantes Fadrique y Felipe, entre los que debía escoger esposo. Al parecer, a la princesa le agradó más Felipe que Fadrique, debido a una cicatriz que este último tenía en el labio y que le desfiguraba el rostro, pero en un documento posterior, Alfonso X el Sabio reconoció que había sido decisión suya que la princesa noruega contrajese matrimonio con su hermano Felipe, y posiblemente, como señaló Kinkade:

Lo que inclinaría a Alfonso X a favor del infante don Felipe fue sin duda la falta de interés de su hermano por la carrera eclesiástica y el convencimiento de que el matrimonio de Felipe ofrecía la oportunidad para instalar a un personaje más fiable y experimentado en la sede de Sevilla, Remondo de Losana, obispo de Segovia y gran amigo y aliado del infante don Manuel.

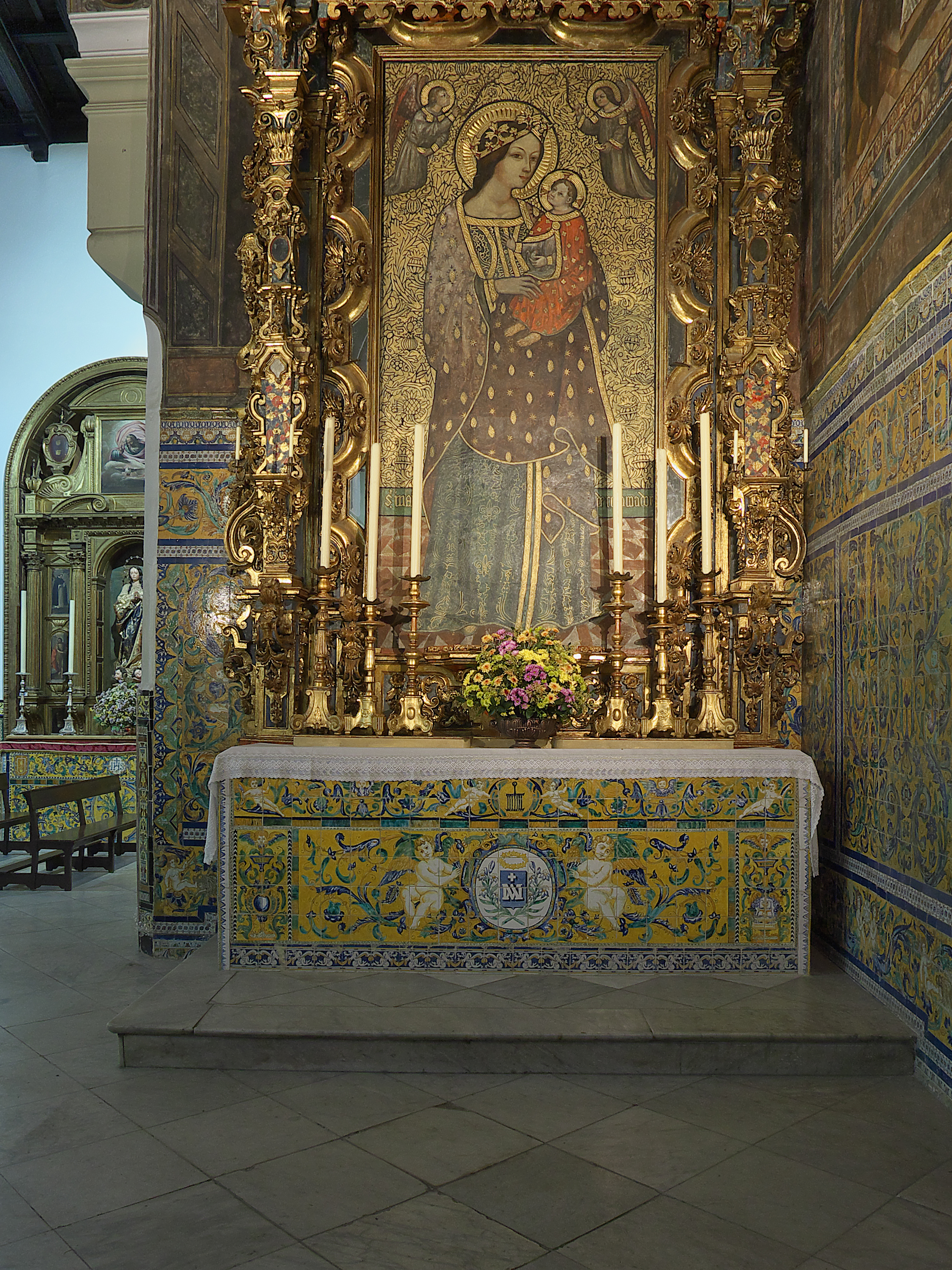
Imagen de Nuestra Señora de Rocamadour. (Iglesia de San Lorenzo de Sevilla).

El infante Felipe, futuro esposo de la princesa Cristina, fue hasta el año 1258 arzobispo electo de Sevilla, canónigo de la catedral de Toledo, beneficiado en la catedral de Burgos y abad de la Colegiata de Valladolid, de la Colegiata de Castrojeriz y de la Colegiata de San Cosme y San Damián de Covarrubias.
El matrimonio entre el infante Felipe y la princesa noruega se celebró el día 31 de marzo de 1258 en Valladolid y de modo fastuoso. Alfonso X el Sabio concedió entonces varios señoríos y posesiones al infante Felipe, entre los que se contaban la martiniega, el portazgo, la renta de los judíos y los restantes pechos reales de Ávila, así como las tercias del arzobispado de Toledo y las de los obispados de Ávila y Segovia, las rentas que pagaban al rey los musulmanes del Valle de Purchena y la heredad de Valdecorneja, compuesta por las villas de El Barco de Ávila, Piedrahíta, La Horcajada y Almirón. La vacante que el infante Felipe dejaba en el arzobispado de Sevilla, no fue cubierta hasta mayo del año 1259, cuando el papa Alejandro IV designó a Raimundo de Losana arzobispo de Sevilla.
En la Crónica de Alfonso X se afirma, con respecto a la concesión de esas posesiones al infante que: «lo cual nunca quiso hacer ningún Rey a ninguno de sus hermanos, ni a otro ninguno darle cosa en ningún lugar de las Extremaduras», por lo que de ese modo quedaba compensada parcialmente la pérdida que sufrió el infante con la renuncia a la archidiócesis sevillana, como señaló el historiador Antonio Ballesteros Beretta.
Después de la celebración del matrimonio, el séquito de la princesa Cristina regresó a su país a excepción de dos «intrépidos guerreros», Ivar y Thorleit, que planearon viajar a Jerusalén a fin de tomar parte en la cruzada. Y según los testimonios noruegos de la época los miembros del séquito de la princesa regresaron muy complacidos por la magnífica acogida que se les había dispensado en Castilla.
Los recién casados se establecieron en la collación de San Lorenzo de Sevilla, y posiblemente en alguna de las partes del palacio de Vib-Arragel, que en esos momentos pertenecía al infante Fadrique, hermano de Felipe, que fue quien ordenó construir la llamada Torre de Don Fadrique, propiedad en la actualidad del Ayuntamiento de Sevilla. Y una prueba de que el infante Felipe residía en la capital hispalense es que cuando en 1260 el infante Sancho de Castilla, que era hijo de Fernando III y arzobispo de Toledo en esos momentos, pretendió entrar en Sevilla con la «cruz alzada», el arzobispo de Sevilla, Raimundo de Losana, se opuso enérgicamente a ello para defender sus privilegios, pero el rey Alfonso X, en presencia de sus hermanos Felipe, Manuel y Luis confirmó el 14 de diciembre de ese año que ni la archidiócesis de Toledo ni la de Sevilla se verían perjudicadas por «aquel caso aislado».
 

Cerca del palacio en el que residían los infantes Felipe y Cristina se hallaba la ermita y hospital de Santa Bárbara, junto a la iglesia de San Lorenzo, y en dicha ermita, según algunos testimonios, el infante había colocado una gran pintura que representaba a Nuestra Señora de Rocamador, a quien se veneraba mucho en Francia. Y según la tradición, el infante habría traído esa imagen, ante la que se postraría muchas veces la princesa Cristina, de París en su último viaje a dicha ciudad, habiendo sido un regalo por parte de su tío San Luis, rey de Francia. Y el infante Felipe, que al parecer «mimaba con sumo cuidado a su esposa», debió levantar también en la iglesia del hospital de Santa Bárbara un altar a Olaf II el Santo, más conocido como San Olaf, que murió en la batalla de Stiklestad luchando contra los daneses y a quien se profesa una gran devoción en Noruega. Además, según Hernández Parrales, en el siglo XIV se hizo una reproducción del cuadro de la Virgen de Rocamador en una pintura mural que aún se conserva en la parroquia de San Lorenzo de Sevilla y de la que otros autores, como el historiador Manuel Jesús Roldán, aseguran que fue realizada a finales del siglo XIV y que es una imagen «cargada de leyendas y de referencias apócrifas».

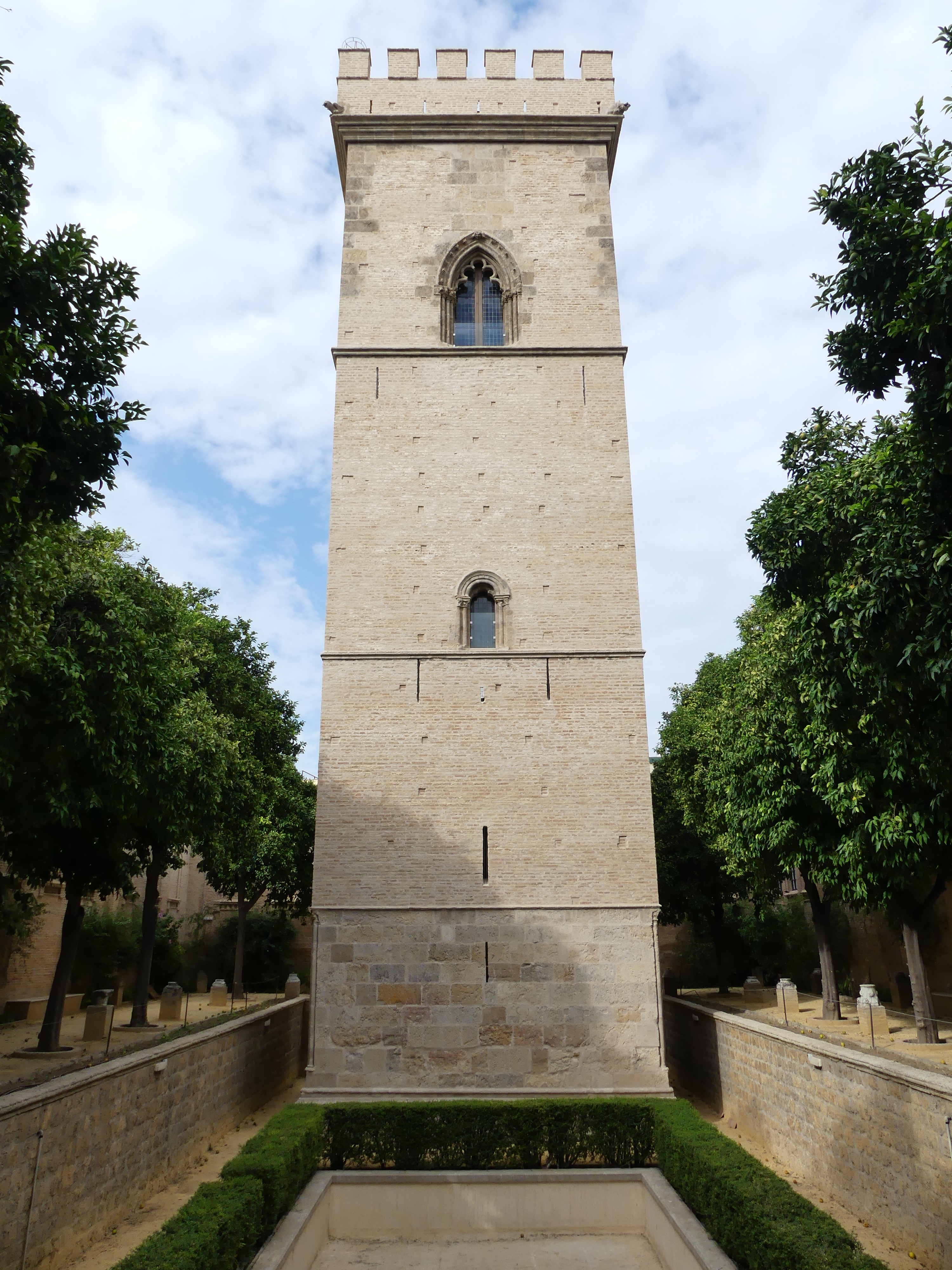
Torre de Don Fadrique, Sevilla

La tradición señala que la princesa Cristina, que añoraba su país natal, y a pesar de los cuidados que le prodigaba su esposo, murió de melancolía a los veintiocho años de edad y tras cuatro de matrimonio con el hijo de San Fernando. Y conviene señalar, por otra parte y como advirtió el profesor Kinkade, que el infante Felipe, según consignó su sobrino Don Juan Manuel en el Libro de la caza, fue muy aficionado a esta al igual que sus hermanos Enrique, Manuel y Alfonso X.
La realidad es, al menos según las crónicas de la época, que la princesa Cristina falleció en Sevilla en 1262 por causa del calor, al que no estaba acostumbrada, según la Crónica de Alfonso X, provocando su muerte en el infante Felipe, por no haberle dado hijos, «grandes estragos morales», lo que llevó al viudo a elegir «!o más peligroso del siglo andando en él harto mezclado en las inquietudes públicas con que perdió en todo la gracia de su hermano el Rey». Y el historiador Adrián Elías Negro Cortés, por su parte, afirmó, con respecto a la princesa Cristina y a las relaciones castellano-noruegas que:

En conclusión, la vida de Cristina de Tønsberg no pasa de ser una anécdota curiosa de una noruega viviendo en la Castilla del siglo XIII. El enlace no tuvo apenas efectos prácticos: Cristina murió sin descendencia, Alfonso X no mantuvo su posición de poder en Alemania durante mucho tiempo y Noruega no pudo ayudar a Castilla ni en el asalto al imperio ni en la lucha marítima en el Estrecho contra los musulmanes. Noruega y Castilla no volvieron a tratar de tejer una alianza durante lo que quedó de Edad Media. De no ser por la aparición del cuerpo de Cristina en 1958 nunca más nos habríamos acordado del personaje.

Tras la muerte de Cristina de Noruega en 1262, el infante Felipe contrajo matrimonio con una dama llamada Inés de Guevara, que falleció en 1265 y que está sepultada junto al infante Felipe en la iglesia de Santa María la Blanca de Villalcázar de Sirga. Y posteriormente el infante se casó por tercera y última vez con Leonor Rodríguez de Castro, hija de Rodrigo Fernández de Castro, a quien Jaime de Salazar y Acha llama Guerau Rodrigo de Castro, y que fue señor de Cigales, Mucientes y Santa Olalla.

## Sepultura

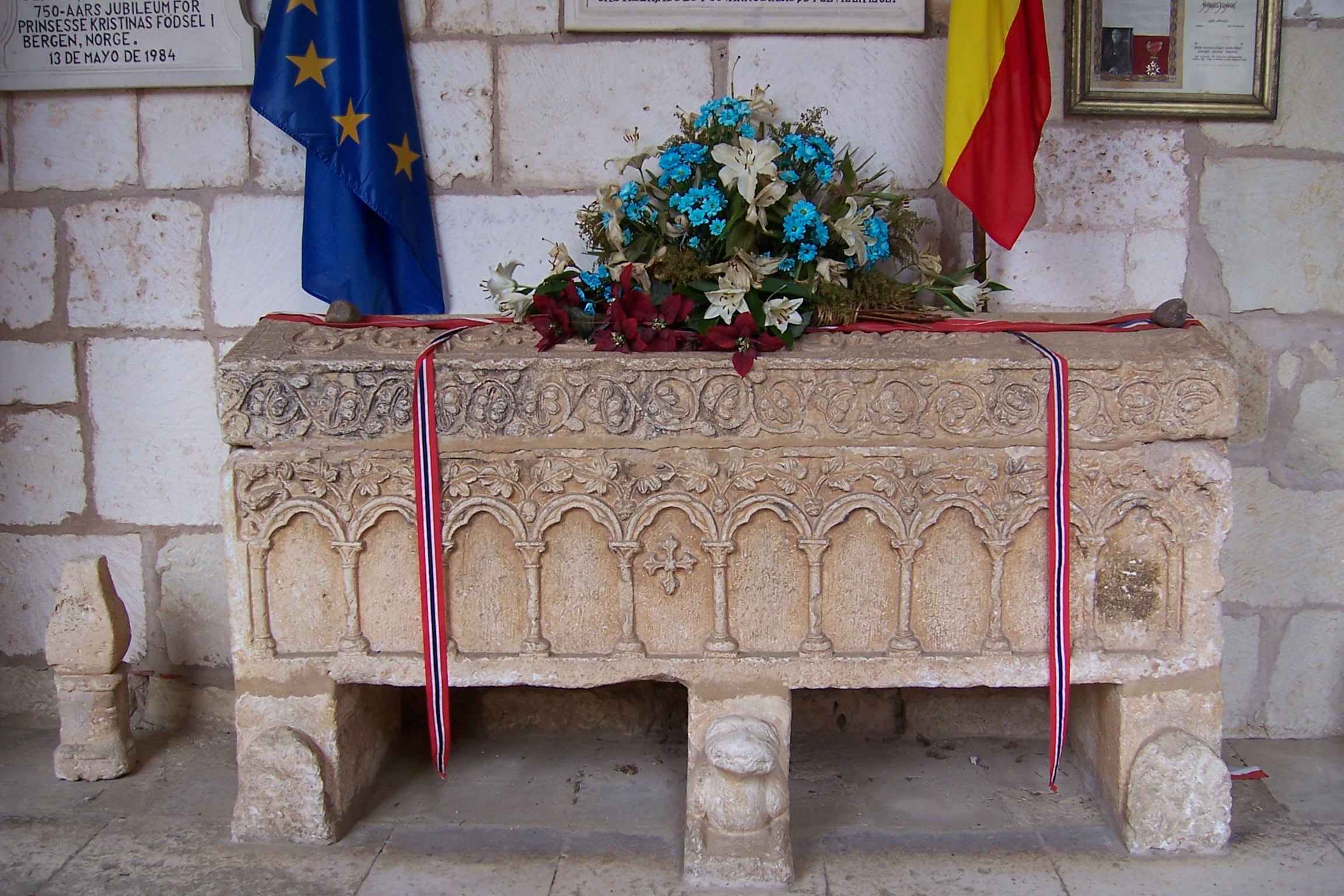
Sepulcro de la princesa Cristina de Noruega. (Colegiata de Covarrubias).

Cristina de Noruega fue enterrada en la Colegiata de Covarrubias, según consta en un manuscrito de 1756 conservado en el archivo de ese templo en el que se indicaba que sus restos descansaban en un lucillo del claustro. Y conviene recordar que 
El 13 de abril de 1958 se rindió un homenaje a la difunta princesa consistente en el descubrimiento de una lápida conmemorativa colocada junto a su sepulcro que dice así:

PRINCESA CRISTINA, HIJA DEL REY DE NORUEGA HAKON HAKONSSON. NACIDA 1234. CASADA EL 31 DE MARZO DE 1258 CON EL INFANTE D. FELIPE, ABAD DE COVARRUBIAS. FALLECIDA EN SEVILLA 1262.

El sepulcro que custodia los restos de la princesa data del siglo XIII y fue labrado con piedra caliza de Hontoria, es de estilo gótico y del mismo tipo que algunos conservados en el monasterio de las Huelgas de Burgos, y se encuentra en el primer arcosolio del muro sur del claustro de la colegiata. El frente del arca sepulcral está adornado con una arquería de medio punto y con motivos vegetales, al tiempo que los laterales pequeños del sepulcro, correspondientes a la cabeza y a los pies, están sin tallar. Sin embargo, el sepulcro carece de inscripciones o de elementos heráldicos, por lo que, y como señaló María Teresa López de Guereño «si se acepta que se trata del enterramiento de la princesa noruega, la justificación de la elección del lugar vendría dada por haber sido su marido el infante Felipe, abad de Covarrubias».
En 1958 fue examinado el contenido del sepulcro, y en su interior se hallaba un ataúd de madera que contenía algunos fragmentos de telas de seda y el cuerpo momificado de una mujer cuya edad aproximada estaría entre los 26 y los 28 años. Y como dato anecdótico, conviene señalar que el sepulcro de la princesa se ha convertido en un «reclamo de amor» para las jóvenes casaderas a las que les resulta difícil hallar el novio deseado, por lo que para encontrarlo hacen sonar la campana colocada junto a la tumba.

## Reconocimiento
Frente a la portada del templo, se erige una estatua en bronce de la princesa con ocasión del homenaje que se le dispensó en abril de 1978, al que asistieron diversas personalidades noruegas y la Banda Municipal de Tønsberg. Desde entonces, los contactos oficiales y oficiosos entre el gobierno noruego y la villa de Covarrubias se han sucedido, llegándose a la creación de la Fundación Princesa Kristina de Noruega, cuyo principal propósito fue la construcción de una capilla dedicada a San Olaf, patrón de Noruega, en la localidad castellana. Esta fundación y la embajada de Noruega en España celebran a finales de septiembre (coincidiendo con la fecha de inauguración de la Capilla de San Olaf) un festival anual de música noruega con un mercadillo de productos típicos noruegos en Covarrubias.
Cuenta la leyenda que, aquellas doncellas solteras que quieran encontrar el amor, sólo tienen que ir hasta el sepulcro de la princesa y tocar la campana existente en el claustro gótico para que la princesa les ayude a encontrarlo, y que su amor sea más dichoso que el que ella tuvo en vida.

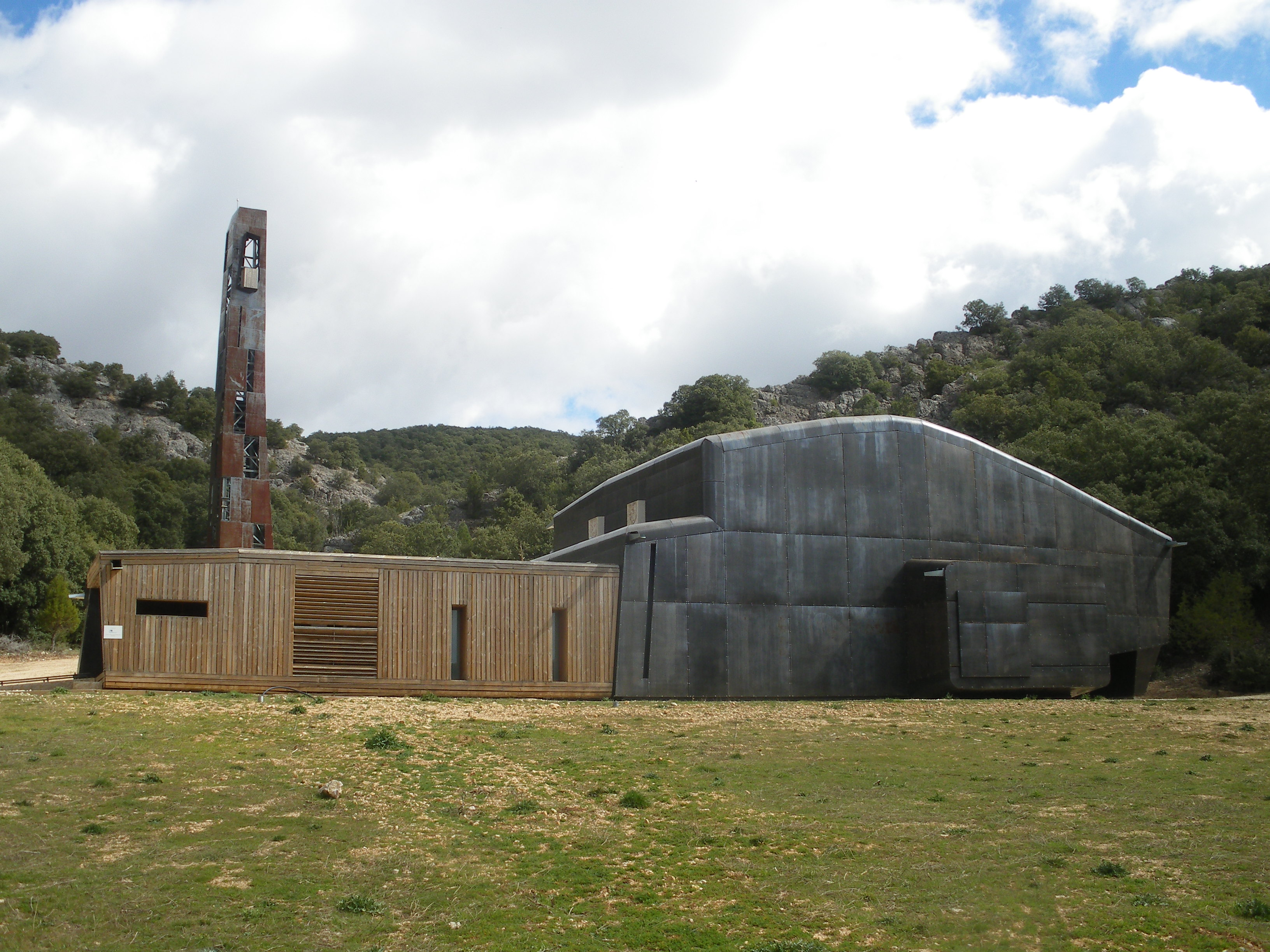
Capilla de San Olav- Covarrubias

El 18 de septiembre de 2011, a unos tres kilómetros de Covarrubias tuvo lugar la inauguración de la Capilla de San Olaf, realizada en acero laminado y madera, promovida por la Fundación Princesa Kristina de Noruega constituida en 1992, el gobierno  noruego y la Junta de Castilla y León, cumpliéndose así la promesa que le hizo su marido y que quedó sin cumplir por su prematura muerte. 
Existe un club deportivo dedicado al estudio y práctica de las artes marciales históricas europeas (Esgrima antigua) que fue nombrado en honor a esta princesa: el Club Deportivo Princesa Kristina de Noruega; fundado en Covarrubias y actualmente operando en Burgos.

## Personaje literario
- Juan Arroyo Conde (2003). Kristina la flor de Noruega. Dossoles. ISBN 9788487528651.
- Cristina Sánchez-Andrade (2010). Los escarpines de Kristina de Noruega. Roca. ISBN 978-84-99-18131-8.
- Jesús Maeso de la Torre (2010). La cúpula del mundo. Grijalbo. ISBN 978-84-253-4529-6.
- María Jesús Montiel (2010). Sol entre la bruma. De Librum Tremens. ISBN 9788493725990.
- Espido Freire (2011). La flor del Norte. Planeta. ISBN 978-84-08-09951-2.